# 2000年7月逝世人物列表
2000年逝世人物列表：1月 - 2月 - 3月 - 4月 - 5月 - 6月 - 7月 - 8月 - 9月 - 10月 - 11月 - 12月
2000年7月逝世人物列表，是用於匯總2000年7月期間逝世人物的列表。

## 依日期排序

### 1日
- 伯特·道格拉斯，69歲，美國電影、舞臺和電視演員。
- 雷蒙德·羅伯特·福斯特，78歲，紐西蘭蜘蛛學家和博物館館長。
- 約翰·阿爾伯特·阿克塞爾·吉布森，83歲，二戰期間的英國飛行王牌。[1]
- 史蒂夫·霍庫夫，89歲，美式橄欖球運動員和教練，死於中風。[2]
- 伊維特·拉布魯斯，94歲，蘇丹穆罕默德沙阿爵士的第四任妻子。[3]
- Cub Koda，51歲，美國搖滾音樂家和唱片編譯器，腎衰竭。[4]
- 甘珠喇嘛，75歲，錫金廓爾喀人，維多利亞十字勳章獲得者。
- 华尔特·马修，79歲，美國演員，死於心臟病發。[5]
- 皮埃爾·佩蒂特，78歲，法國作曲家。[6]

### 2日
- 青江三奈，59歲，日本女歌手，死於胰腺癌。[7]
- 喬伊·鄧祿普，48歲，北愛爾蘭摩托車賽車手，死於摩托車事故。[8]
- 康斯坦斯·霍華德，89歲，英國紡織藝術家和刺繡師。
- 保羅·麥克勞克林（Paul McLaughlin），80歲，加拿大水手和奧運選手。[9]
- 卡爾·斯威坦（Karl Sweetan），57歲，美國橄欖球運動員，手術后併發症。[10]
- 格奧爾基·特林戈夫，63歲，保加利亞國際象棋特級大師。

### 3日
- 關山月，中國嶺南畫派畫家。
- 沃爾特·卡塞爾，90歲，美國歌劇男中音和演員。[11]
- 南希·卡托，83歲，澳大利亞作家和詩人。[12]
- 詹姆斯·格羅根，68歲，美國花樣滑冰運動員和奧運選手，死於多器官衰竭。[13]
- 安德列·吉尼耶，88歲，法國物理學家。[14]
- 邁克爾·漢密爾頓，81歲，英國政治家。[15]
- 保羅·G·哈特菲爾德，72歲，美國律師和政治家。[16]
- John Hejduk，70歲，捷克裔美國建築師、藝術家和教育家。[17]
- 倫納德·希爾頓，52歲，美國長跑運動員。[18]
- 亞諾斯·卡馬拉，73歲，匈牙利共產主義政治家。
- 恩里克·米拉列斯，45歲，西班牙建築師，死於腦瘤，腦癌。[19]
- 哈羅德·尼古拉斯，79歲，美國舞蹈家（尼古拉斯兄弟），死於心臟病發。[20]
- 菲奧倫蒂諾·蘇洛，79歲，義大利政治家。[21]
- 凱末爾·蘇納爾，55歲，土耳其演員，死於心臟病發。[22]

### 4日
- 唐纳德·布莱辛，94歲，美國賽艇運動員和奧運冠軍。[23]
- 傑克·T·布蘭得利，82歲，二戰期間美國陸軍空軍戰鬥機王牌。[24]
- 艾倫·法基爾，68歲，巴基斯坦民謠歌手。
- 古斯塔夫·赫林-格魯津斯基（Gustaw Herling-Grudziński），81歲，波蘭作家和持不同政見者。[25]
- 尤里·尼古拉耶维奇·克林斯基赫（Yuri Klinskikh），35歲，俄羅斯歌手、詞曲作者和編曲家，心力衰竭。
- 瑪麗娜·克羅斯奇納，47歲，烏克蘭網球運動員，自殺身亡。
- 第三代勒弗休姆子爵菲力浦·利弗，85歲，英國貴族。[26]
- 弗拉基米爾·拉茲，77歲，捷克斯洛伐克電影演員。
- 植田正治，87歲，日本攝影師。[27]

### 5日
- 弗蘭塔·貝爾斯基，79歲，捷克雕塑家，死於前列腺癌。[28]
- 喬瓦尼·貝蒂內利，65歲，義大利自行車賽車手。[29]
- 埃德加·卡多佐，87歲，葡萄牙土木工程師和大學教授。
- Mehrangiz Manoochehrian，94歲，伊朗律師、音樂家和女權主義者。
- Peter Bullfrog Moore，68歲，澳大利亞橄欖球聯盟管理員，死於食道癌。[30]
- 多里诺·塞拉菲尼，90歲，義大利摩托車公路賽車手和賽車手。
- 格洛麗亞·威廉姆斯，57歲，美國歌手，死於糖尿病。[31]
- 約瑟夫·沃爾法特，80歲，盧森堡政治家。
- 伍德拜恩勳爵，71歲，特立尼達卡利普森人和音樂推廣人，死於房屋火災。

### 6日
- 羅德里克·庫特，85歲，英國聖公會主教。
- 埃裡克·弗雷澤，69歲，英國橄欖球運動員。
- 拉扎爾·科利舍夫斯基，86歲，南斯拉夫共產黨政治領袖。[32]
- 弗雷德·萊恩，24歲，美式橄欖球運動員，被槍殺。[33]
- 宮澤昭，72歲，日本爵士薩克斯管演奏家、單簧管演奏家和長笛手。
- Ľudovít Rajter，93歲，斯洛伐克-匈牙利作曲家和指揮家。[34]
- 瓦迪斯瓦夫·斯皮爾曼（Władysław Szpilman），88歲，猶太裔波蘭鋼琴家和大屠殺倖存者，在2002年的電影《鋼琴家》中飾演。[35]
- 瑪塞拉·科梅斯·溫斯洛（Marcella Comès Winslow），95歲，美國攝影師和肖像畫家。

### 7日
- 史黛拉·凱西，76歲，紐西蘭社會活動家。[36]
- 肯尼·歐文，30歲，美國賽車手，死於賽車事故。[37]
- 烏爾蘇拉·庫欽斯基，93歲，德國共產主義活動家和間諜。[38]
- James C. Quayle，79歲，美國報紙出版商。[39]
- 威廉·J·蘭德爾，90歲，美國政治家。[40]
- Johann Urbanek，89歲，奧地利足球運動員。[41]
- 查理斯·艾倫·賴特，72歲，美國憲法律師。[42]
- 德米特裡·亞歷山德羅維奇·扎瓦茨基，27歲，白俄羅斯記者，被殺。

### 8日
- FM-2030，69歲，伊朗裔美國作家，超人類主義哲學家和未來學家，死於胰腺癌。
- 彼得·戈曼斯，75歲，荷蘭作曲家（“Aan de Amsterdamse grachten”）。[43]
- 安妮·穆勒，69歲，英國公務員和學者，死於帕金森病。[44]
- 莫裡斯·歐文，76歲，英格蘭足球運動員。
- 克里夫·西爾，63歲，威爾士足球運動員，死於心臟病發。[45]

### 9日
- 道格·費舍爾，59歲，英國演員，死於心臟病發。
- 亨利·高爾特，70歲，法國美食記者，死於心臟病發。[46]
- 赫伯特·亨格，85歲，奧地利拜占庭主義者。[47]
- Erkki Koiso，66歲，芬蘭冰球運動員。[48]
- 約翰·摩根，41歲，英國禮儀專家，死於家庭事故。[49]
- 喬·索斯蒂利奧，85歲，美國賽車手。
- 約翰·維塔萊，34歲，美式橄欖球運動員，死於癌症。

### 10日
- 格特魯德·阿恩特，96歲，德國攝影師和設計師。[50]
- 鄧尼斯·奧康納·唐，87歲，英國貴族，世襲酋長，名字叫奧康納。
- 迪克·格拉瑟，65歲，美國歌手、詞曲作者和唱片製作人，死於肺癌。
- 瓦科姆·馬吉德，90歲，印度政治家。
- 烏蘇爾·莫利納羅，法裔美國作家。[51]
- 比爾·芒森，58歲，美國橄欖球運動員，溺水身亡。[52]
- 弗朗西斯科·馬托斯·保利，85歲，波多黎各詩人、評論家和散文家。[53]
- 賈斯汀·皮爾斯，25歲，英國滑板運動員和演員（Kids，下週五），自殺身亡。[54]
- 阿波斯托洛斯·瓦卡洛普洛斯，90歲，希臘歷史學家。
- 諾瑪·威爾遜，90歲，紐西蘭運動員和奧運選手。[55]

### 11日
- 比爾·亞歷山大，90歲，英國政治活動家。[56]
- 雅羅斯拉夫·菲力浦，51歲，斯洛伐克音樂家、作曲家、劇作家和演員，死於心臟病發。
- 佩德羅·米爾，87歲，多明尼加詩人和作家（桂冠詩人）。[57]
- 羅伯特·朗西，78歲，英國坎特伯雷大主教，死於癌症。[58]
- Barry Tabobondung，39歲，加拿大冰球運動員，死於交通事故。

### 12日
- 阿尔·巴特勒，62歲，美國籃球運動員，死於癌症。[59]
- 湯姆·加利，84歲，英格蘭足球運動員。[60]
- 查理斯·梅裡特，91歲，加拿大戰爭英雄，維多利亞十字勳章獲得者。[61]
- 南斯拉夫托米斯拉夫親王，72歲，南斯拉夫親王。[62]

### 13日
- A. D. Hope，92歲，澳大利亞詩人。[63]
- 迪克·埃德加·伊瓦拉·格拉索，86歲，阿根廷歷史學家和研究員。
- 揚·卡爾斯基，86歲，波蘭抵抗戰士和學者。[64]
- Mauno Rintanen，75歲，芬蘭足球運動員和籃球運動員。[65]
- 英迪拉·桑特，86歲，來自印度馬哈拉施特拉邦的馬拉地語詩人。

### 14日
- 比爾·巴特（Bill Barth），57歲，美國藍調吉他手，心臟病發作。[66]
- Finn-Egil Eckblad，76歲，挪威真菌學家。
- 阿爾文·霍林斯沃思（Alvin Hollingsworth），72歲，美國畫家和漫畫家。[67]
- 梅雷迪思·麥克雷（Meredith MacRae），56歲，美國女演員（《我的三個兒子》《Petticoat Junction》），腦癌併發症。[68]
- 喬治·馬蘭達，68歲，加拿大棒球運動員，死於癌症。[69]
- Mark Oliphant，98歲，澳大利亞物理學家，南澳大利亞州州長。[70]
- 佩波，88歲，智利漫畫家。

### 15日
- Paul Bühlmann，73歲，瑞士喜劇演員、電臺名人和演員。
- 約翰尼·鄧肯，67歲，美國藍草音樂家。[71]
- 胡安·菲洛伊，105歲，阿根廷作家。[72]
- 喬科·亨德森（Jocko Henderson），82歲，美國廣播唱片騎師，嘻哈音樂先驅，癌症。
- Leo Hoegh，92歲，美國陸軍軍官、律師和政治家。[73]
- 約翰·帕斯托雷（John O. Pastore），93歲，美國律師和政治家，腎衰竭。[74]
- 路易士·奎利科（Louis Quilico），75歲，加拿大歌劇演員。[75]
- 卡勒·斯文松，74歲，瑞典足球運動員。[76]
- Paul Young，53歲，英國歌手和詞曲作者，死於心臟病發。[77]

### 16日
- 伊戈爾·多姆尼科夫，41歲，俄羅斯記者和編輯，被謀殺。
- 傑爾吉·佩特裡（György Petri），56歲，匈牙利詩人，癌症。[78]
- 巴博薩·利馬·索布里尼奧，103歲，巴西律師、作家、記者和政治家。[79]
- Jean Vercoutter，89歲，法國埃及古物學家。[80]
- 伯尼·懷特熊，62歲，美國印第安人活動家，死於結腸癌。
- 威廉·富特·懷特，86歲，美國社會學家。[81]

### 17日
- 帕斯卡爾·奧德雷特，64歲，法國女演員，死於交通事故。[82]
- 湯瑪斯·奎因·柯蒂斯，85歲，美國作家，電影和戲劇評論家。[83]
- 赵丽蓉，72歲，中國歌手、電影女演員，死於癌症。
- Aligi Sassu，88歲，義大利畫家和雕塑家。[84]
- Jean Swain，76歲，美國歌手。[85]
- Berthe Villancher，91歲，法國體操裁判和官員。[86]

### 18日
- René Chocat，79歲，法國籃球運動員。[87]
- 羅伯托·孔特雷拉斯，71歲，美國演員。
- 保羅·科弗德爾，61歲，美國政治家，喬治亞州參議員，死於腦溢血。[88]
- 約翰·F·大衛斯，93歲，美國律師和法學教授。[89]
- 恩里克·德·甘迪亞，94歲，阿根廷歷史學家和作家。[90]
- 弗朗西斯科·哈维尔·萨恩斯·德·奥伊萨，81歲，西班牙建築師。[91]
- 何塞·安赫爾·瓦倫特，71歲，西班牙詩人和散文家。[92]

### 19日
- 詹姆斯·B·克拉克，92歲，美國電影和電視導演。[93]
- 斯蒂芬·根丁（Stephen Gendin），34歲，美國愛滋病活動家，愛滋病誘發淋巴瘤。[94]
- 卡瑪拉·達斯·古普塔（Kamala Das Gupta），93歲，印度自由鬥士。
- Hananiah Harari，87歲，美國畫家和插畫家。[95]
- 歐文·馬多克（Owen Maddock），74歲，英國工程師和賽車設計師。
- 湯米·奧博伊爾（Tommy O』Boyle），82歲，美式橄欖球教練。[96]
- 艾倫·保爾森，78歲，美國商人。[97]

### 20日
- Eyvind Earle，84歲，美國藝術家，作家和插畫家，死於食道癌。[98]
- 約瑟夫·F·恩萊特，89歲，美國潛艇指揮官。[99]
- 詹姆斯·霍布森·莫裡森，91歲，美國政治家，死於心臟病發。[100]
- 劳伊基·贝洛（Béla Rajki），91歲，匈牙利游泳教練和水球教練。
- Murray G. Ross，90歲，加拿大社會學家、作家和學術管理人員。[101]
- 梅布爾·斯科特（Mabel Scott），85歲，美國福音音樂和R&B歌手。[102]
- Jim Suchecki，72歲，美國棒球運動員。[103]
- 亞歷克西斯·P·弗拉斯托，84歲，英國歷史學家和語言學家。[104]
- 小馬拉克利普斯，59歲，美國作家。

### 21日
- 弗拉基米爾·巴吉羅夫，63歲，蘇聯-拉脫維亞國際象棋大師，國際象棋作家和訓練師，死於心臟病發。
- 康斯坦茲·恩格爾佈雷希特，50歲，德國女演員，死於癌症。
- 伊恩·漢密爾頓，78歲，蘇格蘭作曲家。[105]
- Maria Kleschar-Samokhvalova，84歲，蘇聯俄羅斯畫家和平面藝術家。
- 弗蘭克·米勒，73歲，加拿大政治家，安大略省省長。
- 弗拉基米尔·尼古拉耶维奇·诺维科夫，92歲，蘇俄政治家和政治家。
- 埃迪·佩克尼諾，72歲，阿根廷電影演員。
- 約瑟夫·卡菲赫，82歲，葉門-以色列猶太複國主義東正教拉比。
- 奧利弗·亨利·拉德基，91歲，美國俄羅斯和蘇聯歷史歷史學家。
- Stanojlo Rajičić，89歲，塞爾維亞作曲家和音樂學家。[106]
- 馬克·賴斯納，51歲，美國環保主義者和作家，死於結腸癌。[107]
- Åke Senning，84歲，瑞典心臟外科醫生。
- 渡邊義雄，93歲，日本攝影師。

### 22日
- 巴特菲爾德男爵約翰·巴特菲爾德，80歲，英國醫學研究員和學術管理人員。[108]
- 埃裡克·克里斯馬斯，84歲，英國演員。[109]
- 亞歷山大·達林，76歲，美國歷史學家和政治學家。[110]
- Raymond Lemieux，80歲，加拿大有機化學家。[111]
- 斯塔凡·布倫斯塔姆·林德，68歲，瑞典經濟學家和政治家，死於肺癌。[112]
- 克勞德·索特，76歲，法國電影導演和編劇，死於肝癌。[113]
- Archie W. Straiton，92歲，美國物理學家。
- Teleco，86歲，巴西足球運動員。

### 23日
- 拉爾夫·埃文斯，76歲，美國競技水手和奧運獎牌得主。[114]
- 卡門·馬丁·蓋特，74歲，西班牙作家。
- 奥伊瓦·洛米，78歲，芬蘭賽艇運動員和奧運獎牌得主。[115]
- 維托里奧·曼加諾，59歲，義大利黑幫，死於癌症。
- 高宝树，61歲，中國女演員、製片人、作家和電影導演。
- 瑪律斯·拉菲科夫，66歲，蘇聯宇航員。
- Ahmad Shamloo，74歲，伊朗詩人、作家和記者。[116]

### 24日
- 阿納托利·菲爾索夫（Anatoli Firsov），59歲，俄羅斯冰球運動員，心臟病發作。[117]
- 皮埃爾·哈迪（Pierre Hardy），92歲，法國射擊運動員和奧運獎牌得主。[118]
- 吉姆·克雷默（Jim Kremer），81歲，盧森堡足球運動員。[119]
- Dharmasiri Senanayake，67歲，斯裡蘭卡政治家。
- 奧斯卡·舒姆斯基，83歲，美國小提琴家和指揮家。[120]
- G·伍德，80歲，美國影視演員，死於充血性心臟衰竭。[121]

### 25日
- 裘莉婭·皮羅特，92歲，波蘭攝影記者。
- 亞歷山大·羅科薩，64歲，波蘭體操運動員。[122]
- Fred C. Sheffey，71歲，美國陸軍少將，死於肺癌。
- 伊莉莎白·威爾遜，86歲，美國編劇和劇作家。[123]
- 在法國航空4590號班機空難中喪生的著名人物：[124]
  - 魯迪·法斯納赫特，65歲，德國足球經理。
  - 克利斯蒂安·戈茨，60歲，德國工會會員和政治家。
  - 讓·馬科特，50歲，法國4590航班副駕駛。
  - 克利斯蒂安·馬蒂，54歲，法國風帆衝浪運動員，4590航班機長。
  - 安德列亞斯·施蘭納，64歲，德國房地產大亨。

### 26日
- 阿巴亞德夫，87歲，印度詩人和作詞家。
- U. R. Jeevarathinam，泰米爾女演員、歌手和製片人。
- Dalkhan Khozhaev，39歲，車臣歷史學家，戰地指揮官，準將和作家，被謀殺。[125]
- 约翰·图基，85歲，美國數學家，死於心肌梗塞。[126]
- 唐·韋斯，78歲，美國影視導演。[127]

### 27日
- 佛吉尼亞阿德米拉尔，85歲，美國畫家和詩人。[128]
- 布魯斯·道格拉斯-曼，73歲，英國政治家。[129]
- 瓦爾·杜福爾（Val Dufour），73歲，美國演員，癌症。[130]
- 帕迪·喬伊斯（Paddy Joyce），77歲，愛爾蘭演員，中風。[131]
- 弗拉基米爾·利蘇諾夫，60歲，俄羅斯不墨守成規的藝術家，被謀殺。
- 康斯坦斯·斯圖爾特·拉拉比，85歲，英國攝影師和戰地記者。[132]
- 戈登·索利，71歲，美國摔跤評論員，死於喉癌。[133]

### 28日
- Jaime Cardriche，32歲，美國演員，死於膽囊手術期間的併發症。
- 萊斯利·馬丁，91歲，英國建築師。[134]
- 亞伯拉罕·派斯，82歲，荷蘭裔美國物理學家，死於心血管疾病。[135]
- Jonas M. Platt，80歲，美國海軍陸戰隊軍官。[136]
- 傑羅姆·史密斯，47歲，美國吉他手，死於事故。[137]
- Chic Stone，77歲，美國漫畫家。
- 約翰·威爾斯，93歲，英國藝術家。[138]

### 29日
- Kobie Coetsee，69歲，南非律師和政治家，死於心臟病發。
- 埃拉迪奧·迪斯特（Eladio Dieste），82歲，烏拉圭工程師。[139]
- 勒內·法瓦洛羅（René Gerónimo Favaloro），77歲，阿根廷心臟病專家，槍擊自殺。[140]
- 本尼·芬頓（Benny Fenton），81歲，英國足球運動員和經理。[141]
- Åke Hodell，81歲，瑞典戰鬥機飛行員、詩人、作家、文字作曲家和藝術家。[142]
- 理查·克里，85歲，美國外交官員和律師，死於前列腺癌。[143]
- 鮑比·里德，63歲，蘇格蘭足球運動員。
- 鮑勃·韋爾奇，72歲，加拿大政治家。

### 30日
- Ab Box，91歲，加拿大足球運動員。[144]
- 吉姆·克拉克，71歲，美國橄欖球運動員。[145]
- 德里克·希爾，83歲，英國肖像和風景畫家。[146]
- Nan Leslie，74歲，美國女演員，肺炎。
- Max Showalter，（又名Casey Adams），83歲，美國演員，作曲家，鋼琴家，歌手，死於癌症。[147]
- 傑克·斯邁利，77歲，美國籃球運動員。[148]

### 31日
- 伊什特萬·古利亞斯，68歲，匈牙利網球運動員。
- Lars Jansson，73歲，芬蘭作家和漫畫家。
- William Keepers Maxwell， Jr.，91歲，美國小說家、短篇小說家、散文家和兒童作家。[149]
- 康斯坦斯·巴賓頓·史密斯，87歲，英國記者和作家。[150]
- 阿曼多·特林達德，72歲，巴基斯坦羅馬天主教會主教。[151]
- Hendrik C. van de Hulst，81歲，荷蘭天文學家和數學家。[152]
- 湯瑪斯·沃爾夫，46歲，美國數學家，死於車禍。[153]